# Poecilominettia puncticeps
Poecilominettia puncticeps är en tvåvingeart som först beskrevs av Daniel William Coquillett 1902.  Poecilominettia puncticeps ingår i släktet Poecilominettia och familjen lövflugor. Inga underarter finns listade i Catalogue of Life.